# グリフォン (バンド)
グリフォン（Gryphon）は、1970年代に結成されたイギリスのプログレッシブ・ロック・バンドで、その珍しい中世ルネッサンス・サウンドと楽器演奏でよく知られている。1970年代初頭のプログレッシブ・ロック全盛期、一時的に人気を得たが、やがて音楽活動をやめることとなった。2009年には一度限りの再結成を行った。その後、グリフォンは再結成し、2016年のクロップレディ・フェスティバルに登場した。2017年、ポルトガルで開催されたプログロック・フェスティバルに、そして英国でもカンタベリー近郊で開催されたニューデイ・フェスティバルに、招待され参加した。41年ぶりとなる新作アルバムが、2018年にリリースされた。

## 略歴

### 起源
1970年代初頭、ロイヤル・カレッジ・オブ・ミュージックの卒業生である2人の同輩、マルチ・インストゥルメンタル奏者のリチャード・ハーヴェイと、木管楽器奏者のブライアン・ガランドは、伝統的な英国のフォーク・ミュージックと中世やルネッサンスの影響を組み合わせたグループとしてグリフォンをスタートした。その後、間もなくして、このデュオにギタリストのグレアム・テイラーと、ドラマーでパーカッション奏者のデイヴ・オバリーが加わった。

### 1973年 - 1977年：バンドのキャリアと解散
バンド名をタイトルにつけた1stアルバム（邦題は『鷲頭、獅子胴の怪獣』）でデビューし、エレクトリック・ギターやキーボードだけでなく、ロック・ミュージックで使用されることのなかったバスーンやクルムホルンなどの管楽器を含んだ編成でサウンドを広げていった。グリフォンの音楽は、少なくとも初期のレコーディングにおいて、ロックと同じくらい、片田舎の英国フォークやルネッサンス期のシャンソンの雰囲気をもっていた。
1974年、グループの広報担当であるマーティン・ルイスは、サー・ピーター・ホールが演出するウィリアム・シェイクスピアの「テンペスト」を英国の国立劇場劇団が舞台上演するための音楽の作曲と録音の依頼を受けた。それは1974年4月に、歴史的なオールド・ヴィック・シアターで上演された。舞台制作のためにバンドが書いて録音した音楽は、21分の幻想曲「Midnight Mushrumps」（「テンペスト」に登場するフレーズにちなんで名付けられた）として結実し、セカンド・アルバム（邦題は『真夜中の狂宴』）のタイトル曲となった。1974年7月、ルイスは公演が成功し、その音楽が高く評価され、グリフォンがオールド・ヴィック・シアターで日曜夜のコンサートを開催できるよう手配した。これは英国の国立劇場で開催された史上初のロック・コンサートだった。コンサートで、バンドは「Midnight Mushrumps」を演奏した。コンサートはプログレッシブ・ロック・ミュージックをメジャーにブレイクさせるものになると考えられていた。
3枚目のアルバム『女王失格』、それに続くイエスのサポートとしてのツアーでは、彼らの楽器演奏はより一般的なものとなり、あまり突飛な楽器の使用は少なくなった。
グレアム・テイラーは、イエスをサポートするアメリカとイギリスのツアー（1974年-1975年）と、4枚目のアルバム『レインダンス』の完成の後、1975年にベース奏者のマルコム・ベネットと共にバンドを脱退した。ベネット（彼もロイヤル・カレッジ・オブ・ミュージックの生徒だった）は、1974年にフィリップ・ネスターの後任としてバンド加入していた。テイラーとベネットは、グループが（一時的に）解散状態になる前の1976年夏、コペンハーゲンのナイトクラブで演奏を行うPrecious Littleというロック・バンドを結成していた。
1977年、リチャード・ハーヴェイとジョナサン・デイビーは、リック・マンスワースとジョン・トーマスの変名で、The Bannedというパンク・ロック・グループのメンバーとなっていた。オリジナルは1960年代のシンジケート・オブ・サウンド による楽曲「リトル・ガール」のカヴァー・バージョンを発表し、英国のポップチャートでヒットを記録している。
グリフォンは、1977年に5枚目にして最後のアルバム『反逆児』（ハーヴェスト・レコード）をリリースした後に分裂し解散した。

### 2007年 - 現在
2007年9月に、グリフォンは自身のウェブサイトで、31年の沈黙を破り、ついに新しいアルバムを制作することに決めたと発表した。彼らはまた、ロンドンで1回限りのライブ公演の可能性を示唆した。最後の公演から32年ぶりとなる公演が、ロンドンのクイーン・エリザベス・ホールで行われた。4人のオリジナル・メンバー（リチャード・ハーヴェイ、ブライアン・ガランド、グレアム・テイラー、デイヴ・オバリー）は、ファースト・アルバム『鷲頭、獅子胴の怪獣』からの歌とインストゥルメンタル・ナンバーのセレクションで初日の夜を迎えた。その後、ジョナサン・デイヴィー（『反逆児』で演奏した最後のベース奏者）と新しいメンバー、マルチ・インストゥルメンタリストで、映画やプロダクション・ミュージックの作曲家、グラハム・プレスケットが、残りのライブ公演に参加した。
追加公演となるツアーは延期されたが、バンドは最終的に2015年春、6日間にわたって演奏し、2016年にはフェアポート・コンヴェンション主催のクロップレディ・コンヴェンションとユニオン・チャペル・ホール公演を含むより長い日数の演奏を行った。
2016年春、リチャード・ハーヴェイはスケジュールがタイトなためにバンドを去ったと発表された。その直後、グリフォンは2人の新しいメンバーを獲得した：木管楽器のキース・トンプソンとベースのロリー・マクファーレン。
2018年12月、新作アルバム『リインヴェンション (再確立)』がリリースされた。

## ラインナップ
最新メンバー
- ブライアン・ガランド (Brian Gulland) - バスーン、トロンボーン、クルムホルン、リコーダー、キーボード、ボーカル (1973年-1977年、2009年、2015年–現在)
- グレアム・テイラー (Graeme Taylor) - ギター、ボーカル (1973年-1975年、2009年、2015年–現在)
- デイヴ・オバリー (Dave Oberlé) -ドラム、パーカッション、リード・ボーカル (1973年-1977年、2009年、2015年–現在)
- グラハム・プレスケット (Graham Preskett) - キーボード、マンドリン、ヴァイオリン、ギター、パーカッション (2009年、2015年–現在)
- ローリー・マクファーレン (Rory McFarlane) - ベース (2016年–現在)
- アンディ・フィンドン (Andy Findon) - 管楽器、木管楽器 (2017年-現在)

旧メンバー
- リチャード・ハーヴェイ (Richard Harvey) - リコーダー、クルムホルン、マンドリン、キーボード、ボーカル (1973年-1977年、2009年、2015年-2016年)
- フィリップ・ネスター (Philip Nestor) - ベース、ボーカル (1974年)
- マルコム・ベネット (Malcolm Bennett) - ベース、フルート (1974年-1975年)
- アレックス・ベアード (Alex Baird) - ドラム (1977年)
- ジョナサン・デイヴィー (Jonathan Davie) - ベース、アコースティックベース (1975年-1977年、2009年、2015年)
- ボブ・フォスター (Bob Foster) - ギター (1977年)
- キース・トンプソン (Keith Thompson) - リコーダー、クルムホルン、オーボエ (2016年–2017年)

## ディスコグラフィ

### アルバム
- 『鷲頭、獅子胴の怪獣』 - Gryphon (1973年)
- 『真夜中の狂宴』 - Midnight Mushrumps (1974年)
- 『女王失格』 - Red Queen to Gryphon Three (1974年)
- 『レインダンス』 - Raindance (1975年)
- 『反逆児』 - Treason (1977年)
- 『リインヴェンション (再確立)』 - ReInvention (2018年)
- 『ゲット・アウト・オヴ・マイ・ファーザーズ・カー!』 - Get Out Of My Father's Car! (2020年)

### シングル
- "Spring Song / The Fall of the Leaf" (1977年)

### コンピレーション・アルバム
- The Collection (1991年)
- The Collection II (1995年)
- 『アバウト・アズ・キュアリアス・アズ・イット・キャン・ビー』 - About as Curious as It Can Be (2002年) ※1974年と1975年のBBCラジオ・セッション
- 『グラストンベリー・キャロル』 - Glastonbury Carol (2003年) ※1972年と1974年のBBCラジオ・セッション＋表題曲（1971年のグラストンベリー・フェスティバルを映画化したピーター・ニール監督作『Glastonbury Fayre』のテーマ曲）
- Crossing the Styles: The Transatlantic Anthology (2004年)
- 『レインダンセス・ザ・トランスアトランティック・レコーディングス1973-75』 - Raindances - The Transatlantic Recordings 1973-1975 (2018年)